# RPL Radio
RPL Radio ou Radio du Pays Lorrain est une radio associative créée le 31 décembre 1983 dont les studios se trouvent à Peltre près de Metz en Moselle.
Dans les années 90, Radio Peltre Loisirs devient Radio du Pays Lorrain.
Il est possible écouter la station sur la bande FM à Pont-à-Mousson, Metz, Ars-sur-Moselle, Maizières-lès-Metz, Mondelange, et Thionville sur 89,2 MHz.

## Programmation
RPL Radio s'adresse à toutes les générations, tous les styles musicaux sont représentés dans sa programmation avec des émissions culturelles variées.
La radio propose des émissions interactives, de dédicaces musicales et de jeux, avec également la diffusion de bulletins d'informations locales, complétés par de l'information nationale et internationale par l'intermédiaire de Radio France internationale (RFI).
Pendant une décennie environ (jusqu'en septembre 1995), la station a émis sur la fréquence 101,10 MHz.